# 1628 год в России
Царствование: 1613—1645 — Михаил Фёдорович

## События
- 17 августа — рождение второго царского ребёнка — Пелагеи (1628—1629)[1].
- Русско-персидские переговоры в Москве[2].
- Саратов выдержал нападение ногайцев[3].
- Восстание барабинских татар в Сибири, возмущённых произволом и поборами со стороны тобольских воевод.
- Пожалованы окольничеством: Львов Алексей Михайлович[4].

## Города и поселения
- Основание Красноярского острога отрядом казаков под предводительством воеводы Андрея Дубенского в междуречье Качи и Енисея — острога Красный[5].
- Красноярский воевода Дубенский Андрей Ануфриевич заложил зимовье (сов. Канск) (см. 1636 год)[6].
- После пожара в Спасской башне Московского Кремля восстанавливались Куранты[7].
- Пожаром уничтожена крепость Оскол (Старый Оскол), вновь отстроена в 1629-1639 годах[8].
- Впервые упоминается деревня Ефремовская (сов. г. Ефремов) (см. 1637 год)[9].

## Руководители приказов
| Года      | Приказ              | Ф,И,О главы                     | Примечания                    |
| --------- | ------------------- | ------------------------------- | ----------------------------- |
| 1618-1628 | Ямской приказ       | Пожарский Дмитрий Михайлович    | Боярин                        |
| 1621-1628 | Разбойный приказ    | Пожарский Дмитрий Михайлович    | Боярин                        |
| 1626-1629 | Сыскной приказ      | Измайлов Артемий Васильевич     |                               |
| 1619-1629 | Книгопечатного дела | Телепнёв Ефим Григорьевич       |                               |
| 1626-1629 | Золотой палаты      | Телепнёв Ефим Григорьевич       |                               |
| 1626-1630 | Посольский приказ   | Телепнёв Ефим Григорьевич       |                               |
| 1622-1642 | Большой казны       | Черкасский Иван Борисович       | За исключением 1638           |
| 1622-1642 | Иноземский приказ   | Черкасский Иван Борисович       | За исключением 1638           |
| 1622-1642 | Стрелецкий приказ   | Черкасский Иван Борисович       | За исключением 1638           |
| 1622-1637 | Аптекарский приказ  | Черкасский Иван Борисович       |                               |
| 1624-1634 | Казанского дворца   | Черкасский Дмитрий Мамстрюкович |                               |
| 1627-1630 | Монастырский приказ | Годунов Матвей Михайлович       |                               |
| 1628-1631 | Сыскной приказ      | Годунов Матвей Михайлович       |                               |
| 1624-1629 | Владимирский судный | Одоевский Иван Никитич Меньшой  | Боярин. Первый раз: 1619-1621 |

## Воеводы[17]
| Года      | Город     | Ф,И,О воеводы                     | Примечания                       |
| --------- | --------- | --------------------------------- | -------------------------------- |
| 1625-1628 | Алатырь   | сперва Урусов Иван Спепанович     | По каким годам точно не известно |
| 1625-1628 | Алатырь   | потом Урусов Иван Васильевич      | По каким годам точно не известно |
| Июль      | Алексин   | Матвеев Фёдор Иванович            |                                  |
| 1626-1629 | Арзамас   | Стрешнев Илья Афанасьевич         |                                  |
| 1627-1629 | Астрахань | Буйносов-Ростовский Юрий Петрович | Стольник                         |
| 1627-1628 | Балахна   | Румянцев Иван Иванович            |                                  |
| 1627-1628 | Борисово  | Тютчев Никита Иванович            | Волочанин                        |
| 1627-1628 | Боровск   | Протопопов Никифор Дмитриевич     |                                  |
| 1626-1628 | Брянск    | Пожарский Роман Петрович          |                                  |
| 1628-1630 | Брянск    | Бутурлин Фёдор Матвеевич          | Стольник                         |
| 1627-1628 | Бежецк    | Квашнин Григолрий                 |                                  |
| 1626-1628 | Белгород  | Козловский Михаил Григорьевич     |                                  |
| 1628-1630 | Белгород  | Еропкин Иван Фёдорович            |                                  |

## Родились
- Власов, Иван Евстафьевич (1628, Москва — 1710, Москва) — дипломат и воевода.
- Царевна Пелагея Михайловна (17 августа 1628 — 25 января 1629) — второй ребёнок царя Михаила Фёдоровича.

## Умерли
- Лыков, Фёдор Иванович (? — 1628) — стольник, окольничий и воевода.
- Архиепископ Онуфрий — епископ Русской православной церкви, архиепископ Астраханский и Терский.
- Одоевский Иван Иванович Меньшой — русский государственный и военный деятель, боярин (1622)[16].